# Accord de libre-échange entre la Colombie et Israël
L'accord de libre-échange entre la Colombie et Israël est un accord de libre-échange signé en août 2013. Les négociations pour cet accord ont commencé en 2011
Le 11 août 2020, le parlement colombien ratifie l'accord. L'accord supprime 97 % des droits de douane entre les deux pays.